# دار ثيمي الطبية
دار ثيمي الطبية (بالإنجليزية: Thieme Medical Publishers)‏ هي دار نشر طبية وعلمية أمريكية ألمانية. تنتج المجلات المهنية والكتب المدرسية والأطالس والدراسات والكتب المرجعية باللغتين الألمانية والإنجليزية تغطي مجموعة متنوعة من التخصصات الطبية، بما في ذلك جراحة الأعصاب وجراحة العظام والغدد الصماء وطب المسالك البولية والأشعة والتشريح والكيمياء وطب الأنف والأذن والحنجرة وطب العيون وعلم السمع وأمراض النطق واللغة، الطب التكميلي والبديل. لدى الشركة أكثر من 1000 موظف ولديها مكاتب في سبع مدن حول العالم، بما في ذلك مدينة نيويورك وبكين ودلهي وشتوتغارت وثلاث مدن أخرى في ألمانيا.